# فانوسيات البطن
أسماك فانوسية البطن (الاسم العلمي: Acropomatidae)، فصيلة أسماك [[بحر]ية من رتبة الفرخيات. توجد في جميع المحيطات المدارية والمعتدلة، عادًة ما تقطن في أعماق تصل إلى مئات من الأمتار. تضم حوالي 32 نوعًا ضمن 5 أجناس.